# Agoseris
Agoseris là một chi thực vật có hoa trong họ Cúc (Asteraceae).

## Loài
Chi Agoseris gồm các loài: